# Благой, Дмитрий Дмитриевич (пианист)
Дмитрий Дмитриевич Благой (13 апреля 1930, Москва — 13 июня 1986, посёлок Советский Писатель, Московская область) — советский пианист, педагог, композитор, музыковед, Заслуженный артист РСФСР (1984).

## Биография
Единственный сын пушкиниста Д. Д. Благого, мать — литературовед В. С. Нечаева.
В 1936 г. поступил в Центральную музыкальную школу при Московской консерватории (преобразованную из Особой группы для одаренных детей) по рекомендации проф. А. Б. Гольденвейзера. Занимался фортепиано под руководством ученицы Гольденвейзера Е. П. Ховен, затем и у самого А. Б. Гольденвейзера. По композиции в школе занимался у Н. И. Пейко.
В 1954 г. окончил Московскую консерваторию по классу фортепиано (у А. Б. Гольденвейзера), затем в 1957 — по композиции (у Ю. А. Шапорина). В 1958 г. окончил фортепианную аспирантуру, ассистент А. Б. Гольденвейзера. С 1959 г. вёл в Московской консерватории классы фортепиано и камерного ансамбля, с 1968 года — доцент. Среди учеников Благого — В. П. Афанасьев, П. Н. Мещанинов.
С 1958 г. член Союза композиторов СССР. С 1960 солист Московской филармонии. В 1970 г. защитил в МГК кандидатскую диссертацию по теме «А. Б. Гольденвейзер-редактор. Проблемы музыкальной текстологии».
С 1972 г. вёл в Московской филармонии цикл «Играет и рассказывает Дмитрий Благой». Сделал около 300 аудиозаписей в собрание Гостелерадиофонда. Выпустил 14 грампластинок. Опубликовал около 300 статей и рецензий. Вёл просветительские передачи на радио и телевидении, в том числе о старинной русской музыке. Нашёл и вернул на сцену многие произведения М. И. Глинки, А. Д. Жилина (1766—1848), Д. Н. Кашина (1770—1841), О. А. Козловского (1757—1831), И. Ф. Ласковского (1799—1855), Л. С. Гурилёва (1770—1844). Изучал наследие А. Б. Гольденвейзера (осуществил издание фортепианных сонат Бетховена в его редакции, составил и отредактировал сборник материалов о нём).
Умер на даче в посёлке Советский писатель 13 июня 1986 г.

## Музыкальные произведения
«Соната-сказка» (издана в 1958), «Вариации на русскую тему» (изд. в 1960), «Блестящее каприччио» (1960), «Прелюдии» (1962), «Альбом пьес» (в двух тетрадях, 1969-71), «Четыре настроения» (1971); струн. квартет (1968), «Живая тишина» (на слова В. Берестова, 1966), «Шуточка» (для фортепиано) и др.

## Сочинения
- Этюды Скрябина. М., 1963
- Избранные статьи о музыке. М., 2000